# ميخائيل ك. شيريدان
ميخائيل ك. شيريدان (بالإنجليزية: Michael K. Sheridan)‏ هو ضابط أمريكي، ولد في 26 سبتمبر 1934 في شيكاغو في الولايات المتحدة.